# Austropurcellia despectata
Espèce
Austropurcellia despectata est une espèce d'opilions cyphophthalmes de la famille des Pettalidae.

## Distribution
Cette espèce est endémique du Queensland en Australie. Elle se rencontre vers Millaa Millaa.

## Description
Le mâle holotype mesure 1,9 mm.

## Publication originale
- Boyer & Reuter, 2012 : « New species of mite harvestmen from the Wet Tropics of Queensland, Australia, with commentary on biogeography of the genus Austropurcellia (Opiliones: Cyphophthalmi: Pettalidae). » The Journal of Arachnology, vol. 40, no 1, p. 96–112 (texte intégral).